# Маскам
Маскам (др.-греч. Μασκάμης) — персидский правитель города-крепости Дориска во Фракии в начале V века до н. э.

## Биография
В 480 году до н. э., во время похода в Грецию, персидский царь Ксеркс I назначил Маскама, сына Мегадоста, на пост наместника основанного Дарием I в 512 году до н. э. Дориска. На этой должности, по свидетельству Геродота, Маскам сменил прежнего начальника, поставленного Дарием. Маскам смог успешно отразить все попытки греков овладеть крепостью, хотя из остальной Фракии и Геллеспонта персидские гарнизоны были изгнаны.
Ксеркс высоко ценил доблесть и верность Маскама, считая его «самым лучшим сатрапом из всех поставленных им самим или Дарием», и ежегодно посылал ему дары. Впоследствии такие же почести, как отметил «отец истории», оказывались потомкам Маскама Артаксерксом I. Поэтому М. Василев считает, что Маскам умер не позднее 465 года до н. э. По предположению Р. Сили и А. Зурнаци, Маскам вместе с гарнизоном был отозван из Дориска примерно в это время, а исторические источники не сообщают о дальнейших столкновениях греков и персов у побережья Фракии. М. А. Дандамаев заметил, что во время написания Геродотом его «Истории» во второй половине V века до н. э. Дориск всё ещё принадлежал персам.